# Fundătura (okręg Bacău)
Fundătura – wieś w Rumunii, w okręgu Bacău, w gminie Motoșeni. W 2011 roku liczyła 136 mieszkańców.